# Mesure de bruit
Ne doit pas être confondu avec Sonomètre.
La mesure du bruit est utile tant théoriquement, en acoustique, que dans des expériences sur les bruits blancs, en physique des signaux.
On peut aussi en considérer l'étude en électronique, où le bruit est lié à la sensibilité d'un récepteur, pour établir un niveau de tolérance nécessaire à un signal de qualité.
Dans les récepteurs et émetteurs audio, des méthodes spécifiques sont utilisées afin d'obtenir subjectivement des mesures de bruit comparables sur des systèmes dont le bruit (sa distribution spectrale et temporelle) est différent. En particulier, la norme ITU-R 468 sur la mesure des bruits, créée dans ce but spécifique, est utilisée par les professionnels de l'acoustique.
On définit le bruit comme toute sensation perçue par l’oreille. Le bruit est souvent perçu comme désagréable, mais pas toujours (par exemple, bruit ambiant). On peut aussi définir le bruit comme n'importe quel son non désiré.  En acoustique, la mesure du bruit peut avoir pour but de mesurer le bruit environnemental ou le bruit dans les lieux de travail. Les applications possibles sont la surveillance de la pollution sonore causé par des équipements (ex: dans les sites de construction), causé par les modes de transport (ex: véhicules, avions, trains) et des activités récréatives (ex: concert, chasse). Quand le son arrive à un certain niveau, il est possible de créer un dommage à l’audition.
Les mesures de bruit se font à l'aide d'un sonomètre, qui donne généralement un niveau en décibels (dB). Plus les décibels sont élevés, plus le bruit est fort.

## Choix d'un instrument de mesure
| Genre de mesure                       | Instruments appropriés (par ordre de préférence) | Résultats                        | Remarques |
| ------------------------------------- | ------------------------------------------------ | -------------------------------- | --- |
| Exposition personnelle au bruit       | 1) Dosimètre                                     | Dose ou niveau sonore équivalent | Le plus précis pour mesurer l'exposition personnelle au bruit, il est porté par le travailleur. |
| Exposition personnelle au bruit       | 2) Sonomètre intégrateur                         | Niveau sonore équivalent         | Si le travailleur se déplace, il peut être difficile de mesurer son exposition personnelle, à moins que ses diverses tâches ne soient très distinctes                                                                               |
| Exposition personnelle au bruit       | 3) Sonomètre                                     | dBA                              | Si les niveaux de bruit varient beaucoup, il est difficile d'établir une exposition moyenne. Cet instrument n'est utile que lorsque le travail se divise en tâches distinctes et que les niveaux sonores sont stables en tout temps |
| Niveaux sonores ayant une même source | 1) Sonomètre                                     | dBA                              | Prendre les mesures à une distance de 1 à 3 mètres de la source (non pas directement à la source) |
| Niveaux sonores ayant une même source | 2) Sonomètre intégrateur                         | Niveau sonore équivalent en dBA  | Particulièrement utile pour les bruits variables; obtient un niveau sonore équivalent sur une très courte durée (1 minute) |
| Relevé de niveaux sonores             | 1) Sonomètre                                     | dBA                              | Produit la carte sonore d'une zone; prend des mesures à la grille |
| Relevé de niveaux sonores             | 2) Sonomètre intégrateur                         | Niveau sonore équivalent en dBA  | Pour les bruits très variables |
| Sons impulsifs                        | 1) Sonomètre à impulsion                         | Pression de pointe en dBA        | Mesure les pointes de chaque impulsion. |

## Pertinence des mesures de bruit
La mesure du bruit auquel les travailleurs sont exposés permet de mettre en place des programmes de prévention et de limitation de l’exposition au bruit. Des exemples de situation pouvant indiquer que les niveaux sonores sont considérés comme étant trop forts dans un milieu de travail sont : des bruits plus forts qu’une circulation routière intense, devoir élever la voix pour se faire entendre par un collègue situé à 1m, devoir monter le volume de la radio pour bien l’entendre après le travail, difficulté à communiquer après plusieurs années de travail dans un milieu, entendre un tintement ou un bourdonnement après le travail (acouphène).

### Conséquences de l'exposition au bruit sur la santé auditive
La perte d'audition due au bruit est la maladie du travail la plus fréquente en Europe. La perte auditive due au bruit est généralement provoquée par une exposition prolongée à un bruit fort. Le premier symptôme est normalement l’incapacité à entendre les sons aigus. Si le problème du bruit excessif n’est pas résolu, l’ouïe continue à se détériorer, entraînant notamment des difficultés à détecter les sons aigus. Ce problème affecte en général les deux oreilles. Les dommages causés par la perte auditive due au bruit sont irréversibles. Une perte auditive peut survenir sans exposition prolongée. Une brève exposition à des bruits d’impulsion (même à une seule impulsion puissante), par exemple des tirs de fusil ou le bruit d’une cloueuse ou d’une riveteuse pneumatique, peut avoir des conséquences permanentes.
L’acouphène est une sensation auditive de grésillement, de sifflement ou de bourdonnement. L’exposition excessive au bruit accroît le risque d’acouphène. Si le bruit provient d'impulsion, le risque peut considérablement augmenter. L’acouphène peut être le premier signe indiquant que l’ouïe a été endommagée par le bruit.

### Conséquences de l'exposition au bruit sur la santé générale
Le bruit est un contaminant qui a plusieurs effets sur notre santé. Le bruit environnemental peut notamment diminuer la qualité de vie de ceux affectés. On remarque des effets physiques, comme la perturbation du sommeil et le développement de maladies cardiovasculaires. En effet, le bruit cause une diminution de la qualité du sommeil et une perturbation des phases rapid-eye-movement (REM). On mentionne aussi que chaque évènement sonore mène à une augmentation de la fréquence cardiaque et de la pression artérielle. Cela peut donc causer de l’hypertension, un infarctus du myocarde ou un accident vasculaire cérébral (AVC). De plus, le bruit a une incidence sur la santé psychosociale, tant par l’augmentation de l’anxiété que par la diminution de la concentration ou de la mémoire en contexte d’apprentissage.

## Sources de bruits
| Décibels (dB) | Exemple de bruit                                                        |
| ------------- | ----------------------------------------------------------------------- |
| 0             | Aucun son entendu                                                       |
| 10            | Respiration normale                                                     |
| 20            | Chuchotement entendu à un mètre de distance, vent léger dans les arbres |
| 30            | Chuchotement ou conversation à voix basse                               |
| 40            | Réfrigérateur                                                           |
| 50            | Pluie modérée, Machine à laver                                          |
| 60            | Niveau d'une conversation normale                                       |
| 70            | Aspirateur, traffic automobile                                          |
| 80            | Réveille-matin, usine, restaurant bruyant                               |
| 90            | Tondeuse, métro, séchoir à cheveux                                      |
| 100           | Perceuse, scie à chaîne, motocyclette                                   |
| 110           | Discothèque, concert                                                    |
| 120           | Sirène d'un véhicule d’urgence                                          |
| 130           | Marteau piqueur                                                         |
| 140           | Décollage d’un avion entendu à moins de 50 mètres                       |

### Exposition professionnelle[9]
Au Québec, en fonction de la sévérité de la surdité, la surdité professionnelle peut être reconnue par la Commission des normes, de l'équité, de la santé et de la sécurité du travail (CNESST) et peut être admissible à recevoir les éléments suivants :  
- Indemnités financières ;
- Prothèses auditives ;
- Aides de suppléance à l’audition comme des écouteurs adaptés pour la télévision ;
- Services de réadaptation comme l’adaptation d’un poste de travail.

Pour faire une demande de réclamation auprès de la CNESST, il vous faudra les documents suivants :
- Évaluation audiologique complète ;
- Remplir le document « Réclamation du travailleur » ;
- Remplir le document « Annexe à la réclamation du travailleur » ;
- Consulter un médecin qui produira le « Rapport d’évaluation médicale ».

Pour plus d’informations, veuillez consulter un audiologiste ou autre professionnel de l'audition.  

### Exposition récréative
Des activités récréatives comme la chasse, l’utilisation de certains véhicules et l’écoute de la musique forte sont situations qui exposent les participants à des sons de forte intensité. Ces expositions peuvent mener aux mêmes conséquences sur la santé et l’audition que l’exposition professionnel. Il est alors recommandé de limiter ses expositions aux bruits selon les mêmes règlements établis dans les milieux de travail.

## Réglementations des limites d'exposition au bruit
Une exposition prolongée à des bruits forts (par exemples de plus de 75 dBA pendant 8 heures par jour) peut affecter l’audition (voir la section sur les conséquences de l'exposition au bruit sur la santé auditive).
Aux États-Unis, l’OSHA exige que les employeurs implémentent un programme d’exposition aux bruits qui limite l’exposition à une intensité moyenne de 85 dBA sur une journée de travail de 8h. Le Canada suit aussi cette limite exposition. Toutefois, certaines organisations qui respectent la réglementation fédérale en matière de bruit peuvent utiliser 87 dBA comme référence.

## Exploitation des mesures
L'exploitation des mesures acoustiques permet de représenter les niveaux sous forme de cartographie de bruit.

## Les stratégies de protection contre le bruit

### Rôle de l’audiologiste ou du professionnel de l’acoustique
L’audiologiste exerce plusieurs rôles dans le domaine du bruit. Par exemple, on peut le retrouver au sein de :
- Programmes de prévention
  - Mesurer le bruit dans le milieu de travail ;
  - Superviser ou réaliser les tests de dépistage auditif ;
  - Séances d’information en milieu de travail ;
  - Planifier les interventions visant à réduire l’exposition au bruit.
- Services de réadaptation selon les besoins de l’usager
  - Recommander des protecteurs auditifs ;
  - Adaptation du poste de travail ;
  - Enseigner les stratégies de communication ;
  - Accompagner et éduquer l’utilisation de prothèses auditives et d’aides de suppléance à l’audition ;
  - Faire des suivis de gestion du dérangement par l’acouphène si présent.

### Moyens de protection contre le bruit
La manière la plus efficace d’éviter les conséquences liées à l’exposition au bruit est de réduire l’intensité du bruit directement à la source (par exemple : éteindre les machines non-utilisées sur les lieux de travail). Lorsque ce n’est pas possible, la méthode la plus sécuritaire pour prévenir la perte auditive est le port de protecteurs auditifs (par exemple : bouchons d’oreille, coquilles, protège tympan, serre-tête antibruit).

## Normes
De nombreuses normes ont été définies pour la mesure des bruits, notamment :
- ITU-R 468, largement utilisé par les acousticiens.
- IEC A-weighting, utilisé dans la mesure des bruits environnementaux.
- CCIR recommendation 468-4, aujourd'hui remplacé par la ITU-R 468
- CCITT 0.41, basé sur la mesure psophométrique des bruits et utilisé dans la téléphonie.
- CCITT P53, maintenant remplacé par le CCITT0.41
- BS 6402:1983, traite de l'exposition des personnes aux bruits.
- BS 3539:1968, spécifie le niveau sonore des moteurs dans les véhicules.